# 鲍勃桑·埃基科
鲍勃桑·埃基科（Bobsam Elejiko，1981年8月18日—2011年11月13日），是一名已故尼日利亚职业足球运动员，司职中后卫，生前大部分时间在比利时数家球会效力。

## 职业生涯
埃基科在1999年加入西班牙球队马拉加青年队，一年后离开前往德国，加盟低级别联赛球队诺德豪森威客，开始职业足球生涯。2001年，埃基科和比利时球队蒂尔瑙特签约，之后他的大部分职业生涯都在比利时度过，巅峰时期曾经效力于韦斯特洛和皇家安特卫普。2008年他曾短暂加盟葡萄牙球队贝拉马尔，之后又很快回到比利时，先后效力于代因泽、华斯兰德红星和梅克塞姆。

## 去世
2011年11月13日，埃基科在一场梅克塞姆对阵卡尔特精英的第五级别联赛的比赛中因为外伤性主动脉破裂去世，享年30岁。